# 7464 Vipera
7464 Vipera eller 1987 VB1 är en asteroid i huvudbältet som upptäcktes den 15 november 1987 av den tjeckiske astronomen Antonín Mrkos vid Kleť-observatoriet i Tjeckien. Den är uppkallad efter Vipera berus, en vanlig huggorms art kring Kleť-observatoriet.